# Ед Скрейн
Едвард Джордж «Ед» Скрейн (англ. Edward George "Ed" Skrein, 29 березня  1983 ,  Камден, Лондон, Англія) — англійський актор і репер. Найвідоміший за роллями Дааріо Нахаріса у третьому сезоні телесеріалу «Гра престолів» та Аякса, головного антагоністу у фільмі «Дедпул».

## Раннє життя та освіта
Скрейн народився в Лондоні (він ріс у мікрорайонах  Камден, Гарінґ та Ізлінґтон). Має єврейсько-австралійські та англійські корені. Скрейн закінчив Центральний коледж мистецтва та дизайну імені Святого Мартіна, де отримав диплом бакалавра з відзнакою.

## Кар’єра
Скрейн з’явився у фільмі «Несприятливі квартали» і зіграв роль Дааріо Нахаріса у третьому сезоні телесеріалу «Гра престолів». Він покинув роботу в серіалі, щоб зіграти головну роль  Френка Мартіна у фільмі «Перевізник: Спадщина».

## Особисте життя
Скрейн живе зі своєю дружиною і сином в Лондоні. З п’ятнадцяти років він є тренером з плавання..

## Фільмографія

### Фільми
| Рік  |     | Назва українською                               | Назва мовою оригіналу                | Роль                  |
| ---- | --- | ----------------------------------------------- | ------------------------------------ | --------------------- |
| 2012 | ф   |                                                 | Piggy                                | Джеймі                |
| 2012 | ф   | Летючий загін Скотланд-Ярду                     | The Sweeney                          | Девід                 |
| 2013 | к/ф | Золота рибка                                    | Goldfish                             | Вінсент               |
| 2014 | ф   | Північани: Сага про вікінги                     | Northmen: A Viking Saga              | Хьорр                 |
| 2015 | ф   | Перевізник: Спадщина                            | The Transporter Refueled             | Френк Мартін-молодший |
| 2016 | ф   | Дедпул                                          | Deadpool                             | Френсіс Фріман / Аякс |
| 2018 | ф   | Наосліп                                         | In Darkness                          | Марк                  |
| 2018 | ф   | Патрік                                          | Patrick                              | Вет                   |
| 2018 | ф   | Тау                                             | Tau                                  | Алекс                 |
| 2018 | ф   | Якби Біл-стріт могла заговорити                 | If Beale Street Could Talk           | офіцер Белл           |
| 2019 | ф   | Аліта: Бойовий ангел                            | Alita: Battle Angel                  | Запан                 |
| 2019 | ф   | Чаклунка: Повелителька темряви                  | Maleficent: Mistress of Evil         | Борра                 |
| 2019 | ф   | Мідвей                                          | Midway                               | лейтенант Дік Бест    |
| 2021 | ф   | Гола сингулярність                              | Naked Singularity                    | Крейг                 |
| 2021 | ф   | Мона Ліза і кривавий місяць                     | Mona Lisa and the Blood Moon         | Фазз                  |
| 2023 | ф   | Бунтівний місяць. Частина 1: Дитя вогню         | Rebel Moon                           | адмірал Аттікус Ноубл |
| 2024 | ф   | Бунтівний місяць. Частина 2: Та, що лишає шрами | Rebel Moon – Part Two: The Scargiver | адмірал Аттікус Ноубл |
| 2025 | ф   | Світ Юрського періоду: Відродження              | Jurassic World Rebirth               | Боббі Атвотер         |

### Телебачення
| Рік  |   | Назва українською     | Назва мовою оригіналу       | Роль            | Примітки   |
| ---- | - | --------------------- | --------------------------- | --------------- | ---------- |
| 2013 | с | Тунель                | The Tunnel                  | Ентоні Уолш     | 3 епізоди  |
| 2013 | с | Гра престолів         | Game of Thrones             | Дааріо Нахаріс  | 3 епізоди  |
| 2023 | с | Все те незриме світло | All the Light We Cannot See | Рудольф Зайдлер | мінісеріал |